# Wat Saranat Thammaram
Wat Saranat Thammaram (Thai: วัดสารนารถธรรมาราม) ist eine buddhistische Tempelanlage (Wat) in der Provinz (Changwat) Rayong, Thailand.
Der Wat Saranat Thammaram liegt etwa 55 Kilometer östlich von Rayong an der Sukhumvit-Fernstraße nach Klaeng, direkt am örtlichen Markt. Der Tempel wurde im Jahre 1944/45 erbaut und enthält im Ubosot als wichtigste Statue eine Nachbildung des hochverehrten Phra Buddha Tschinnarat aus dem Wat Phra Sri Rattana Mahathat in Phitsanulok. In den vier Ecken des Tempels stehen weitere Nachbildungen wichtiger buddhistischer Heiligtümer, wie dem Phra Pathom Chedi, dem Wat Phra That Phanom, dem Mahabodhi-Tempel in Bodhgaya und dem Wat Borom That Chaiya.